# En quête de sens…
Pour les articles homonymes, voir En quête de sens.
Albums de Sinsemilia
Debout, les yeux ouverts
En quête de sens est le cinquième album studio de Sinsemilia. Il est sorti le 26 janvier 2009, avec beaucoup de retard par rapport à la date annoncée[réf. nécessaire], et il montre un retour aux sources, avec des morceaux pur reggae, comme le titre 5 ans. L'engagement politique est également très présent dans des chansons comme J'ai honte, J'admire et 5 ans. Le titre Le retour des cowboys est sorti en avant-première sur YouTube[réf. nécessaire].

## Liste des Chansons
| No  | Titre                 | Durée |
| --- | --------------------- | ----- |
| 1.  | Feu de vie            | 4:41  |
| 2.  | J’ai honte            | 5:19  |
| 3.  | C’est déjà ça         | 5:43  |
| 4.  | J’admire              | 3:38  |
| 5.  | 5 ans                 | 4:47  |
| 6.  | Le silence            | 5:59  |
| 7.  | Le retour des cowboys | 4:00  |
| 8.  | Il avance             | 4:49  |
| 9.  | Règlement de comptes  | 0:55  |
| 10. | Prendre le temps      | 3:55  |
| 11. | Little child 2        | 5:20  |
| 12. | Réapprendre à se voir | 4:15  |
| 13. | Le dernier concert    | 4:32  |

### Le dernier Concert
Ce morceau est complètement différent de la musique habituelle de Sinsémilia.
Écrit par Mike du fond du bus les ramenant d'un concert, qui pensait alors nostalgiquement à tous les bons moments qu'ils vivaient ensemble et qu'ils ne vivront plus une fois leur dernier concert terminé, chanté par Riké avec un piano pour tout accompagnement, il est particulièrement émouvant pour le groupe Sinsémilia, qui se considère comme "plus qu'un groupe" 